# Ommen
För andra betydelser, se Ommen (olika betydelser).
Ommen är en stad och kommun i provinsen Overijssel i Nederländerna. Kommunens totala area är 182,01 km² (där 2,11 km² är vatten) och invånarantalet är på 18 295 invånare (2021).